# Kutenholz
Kutenholz är en kommun och ort i Landkreis Stade i förbundslandet Niedersachsen i Tyskland.
Kommunen ingår i kommunalförbundet Samtgemeinde Fredenbeck tillsammans med ytterligare två kommuner.